# Cottus leiopomus
Cottus leiopomus é uma espécie de peixe da família Cottidae.
É endémica dos Estados Unidos.